# Augustyn Gruszka

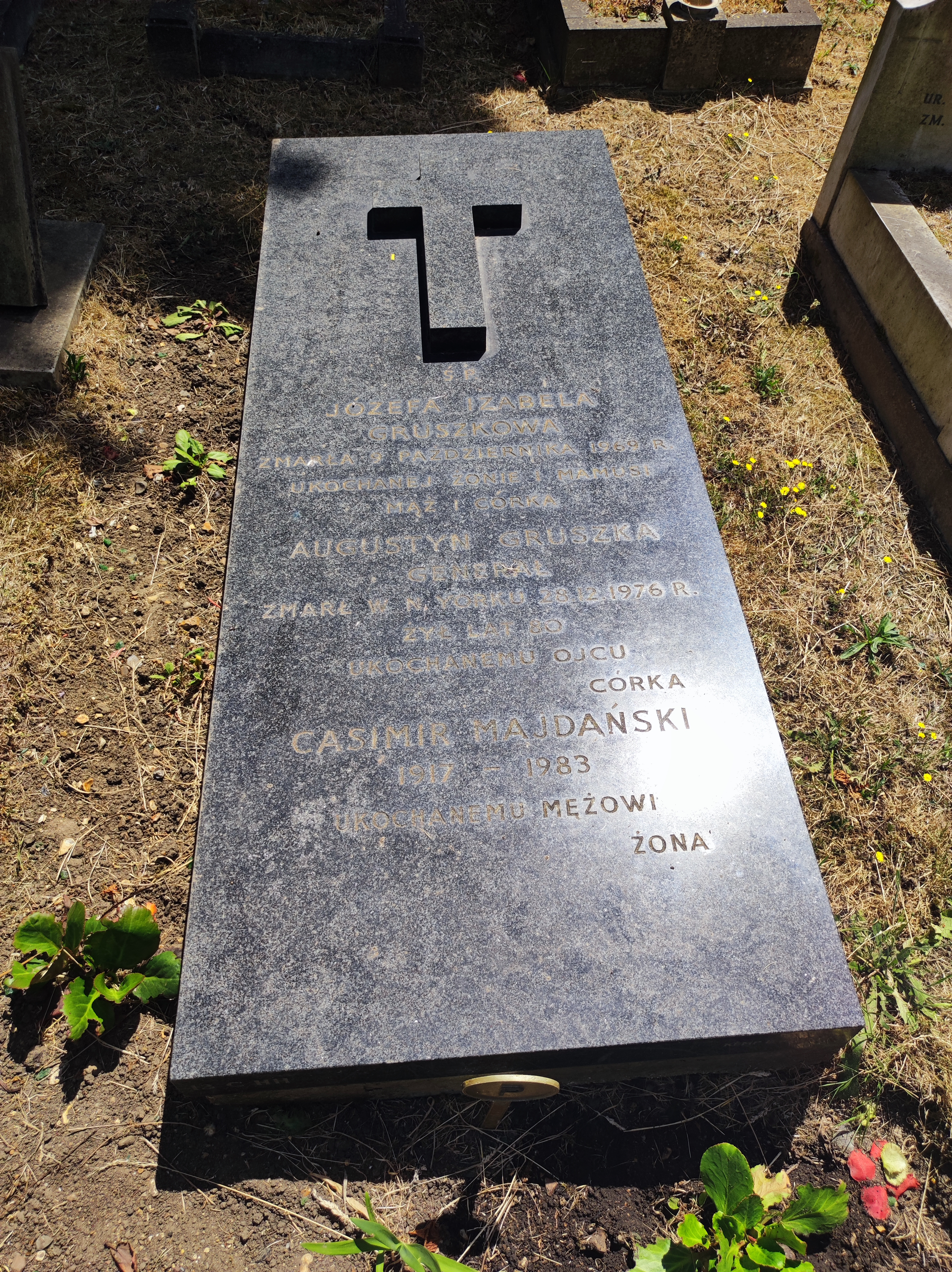
Grób Augustyna Gruszki

Augustyn Gruszka (ur. 28 lipca 1896 w Weryni, zm. 28 grudnia 1976 w Nowym Jorku) – pułkownik intendent z wyższymi studiami wojskowymi Wojska Polskiego, minister skarbu w emigracyjnym rządzie Aleksandra Zawiszy. W 1965 roku Prezydent RP na Uchodźstwie August Zaleski awansował go na generała brygady w korpusie generałów.

## Życiorys
Augustyn Gruszka urodził się 28 lipca 1896 roku w Weryni. Był członkiem Związku Strzeleckiego. Od sierpnia 1914 roku służył w Legionach Polskich, najpierw w 2 pułku piechoty, od lipca 1915 roku w 6 pułku piechoty. Został ranny w bitwie pod Kościuchnówką (14 listopada 1915 roku). Po rekonwalescencji powrócił do 2 pułku piechoty, pozostał w nim także po tzw. kryzysie przysięgowym. Należał do legionistów internowanych, a następnie oskarżonych w tzw. procesie w Marmarosz-Siget.
W październiku 1918 roku wstąpił do Wojska Polskiego. Do 1923 roku służył w Departamencie VII Intendentury Ministerstwa Spraw Wojskowych. Zweryfikowany w stopniu majora ze starszeństwem z dniem 1 czerwca 1919 roku. 1 listopada 1924 roku został odkomenderowany z Departamentu VII MSWojsk. do Wyższej Szkoły Wojennej w Warszawie, w charakterze asystenta służby intendentury na okres jednego roku. 22 lipca 1925 roku został przeniesiony służbowo na dwuletnie studia w École Supérieure de Ľintendance w Paryżu. Przed skierowaniem na studia powrócił do rezerwy kadry oficerów służby intendentury.
Do 15 października 1928 roku był przydzielony do Sanatorium Wojskowego w Zakopanem. Następnie pozostawał w dyspozycji szefa Departamentu Intendentury MSWojsk. W 1932 roku pełnił służbę w Departamencie Intendentury MSWojsk.
Po studiach uzupełniających, został wykładowcą służby intendentury w Wyższej Szkole Wojennej w Warszawie. 27 czerwca 1935 roku awansował na podpułkownika ze starszeństwem z dniem 1 stycznia 1935 roku i 2. lokatą w korpusie oficerów intendentów. Od czerwca 1938 roku do września 1939 roku był szefem intendentury w Dowództwie Okręgu Korpusu Nr VI we Lwowie. W czasie kampanii wrześniowej 1939 roku był delegatem Naczelnego Kwatermistrza w Stanisławowie.
18 września 1939 przedostał się na Węgry, następnie do Francji, gdzie został członkiem Komisji Regulaminowej Ministerstwa Spraw Wojskowych. Od sierpnia 1940 przebywał w Wielkiej Brytanii, gdzie do końca II wojny światowej był szefem Wydziału Intendentury Inspektoratu Polskich Sił Powietrznych. W 1943 roku został awansowany na pułkownika.
Po II wojnie światowej zamieszkał w USA. 11 października 1965 roku Prezydent RP August Zaleski mianował go ministrem skarbu w rządzie Aleksandra Zawiszy. W tym samym roku Prezydent RP August Zaleski awansował go na generała brygady w korpusie generałów. 11 czerwca 1970 roku Prezydent RP August Zaleski zwolnił go z urzędu ministra skarbu i powierzył mu sprawowanie obowiązków do czasu powołania nowego Rządu. Był członkiem IV Rady Rzeczypospolitej Polskiej (1968–1970). Zmarł 28 grudnia 1976 roku w Nowym Jorku. Został pochowany na Cmentarzu South Ealing w Londynie (13 CHH) (w tym samym miejscu została pochowana Józefa Izabella Gruszka).

## Ordery i odznaczenia
- Krzyż Niepodległości (6 czerwca 1931)[12]
- Krzyż Oficerski Orderu Odrodzenia Polski (3 maja 1958)[13]
- Krzyż Kawalerski Orderu Odrodzenia Polski (2 maja 1923)[14][15][16]
- Krzyż Walecznych (czterokrotnie)
- Złoty Krzyż Zasługi (19 marca 1937)[17]